# Faustino Ardesi
Faustino Ardesi (Brescia, 10 luglio 1921 – Barlassina, 24 maggio 2022) è stato un calciatore e allenatore di calcio italiano, di ruolo difensore.

## Carriera

### Giocatore
Cresciuto nel Marzotto di Manerbio, passato al Brescia ha esordito in Serie B il 22 maggio 1941 nella partita Brescia-Alessandria (2-0), nel Brescia ha totalizzato 13 partite di campionato e 4 di Coppa Italia. Passato al Catania nel dopoguerra ha disputato con gli etnei 76 partite e realizzato 3 reti in tre campionati di terza serie e Serie B. Nel 1951-1952 è al Ragusa.

### Allenatore
Finita la carriera di calciatore ha allenato le giovanili del Brescia, e nel 1959-1960 venne chiamato dal presidente della Cremonese Guido Maffezzoni ad allenare per una stagione la squadra grigiorossa nel campionato di Serie C. Nel campionato di Serie D 1961-1962 ha guidato il Falck Vobarno.
Risiedeva a  Meda, dove tagliò il traguardo dei cent'anni.

## Palmarès

### Giocatore

#### Competizioni nazionali
- Serie C: 1

Catania: 1948-1949